# Rachel Choong
Rachel Choong (* 22. Februar 1994) ist eine englische Badmintonspielerin. Sie startet im Parabadminton in der Startklasse SH6 und gewann seit ihrer ersten Teilnahme an einer Badminton-Europameisterschaft für Behinderte 2012 in Dortmund bei Welt- und Europameisterschaften zahlreiche weitere Medaillen im Einzel, Doppel und Mixed. Sie bereitet sich auf die Sommer-Paralympics 2020 in Tokio vor.

## Sportliche Laufbahn
Rachel Choong begann bereits im Alter von sechs Jahren im örtlichen Badmintonclub zu spielen. Ihr Vater und ihre ältere Schwester üben ebenfalls diesen Sport aus. Auf lokaler Ebene nimmt sie bis heute an Wettbewerben Nichtbehinderter teil.
Rachel Choong erreichte bei ihrer ersten internationalen Meisterschaft, der Badminton-Europameisterschaft für Behinderte 2012 in Dortmund, im Einzel und im Mixed mit Andrew Martin Goldmedaillen. Diese Erfolge konnte sie im folgenden Jahr am selben Ort bei der Badminton-Weltmeisterschaft für Behinderte wiederholen. Bei der Heim-WM 2015 in Stoke Mandeville gewann sie nicht nur Gold im Einzel und Mixed, sondern darüber hinaus mit ihrer Partnerin Rebecca Bedford Gold im Doppel. Auch 2016 im niederländischen Beek war Choong bei der EM im Einzel und im Mixed erfolgreich, das Doppel wurde nur als Demonstrationswettbewerb ausgetragen. Bei der WM 2017 in Ulsan, Südkorea und bei der EM 2018 im französischen Rodez konnte Choong mit denselben Partnern den dreifachen Erfolg von 2015 wiederholen. Bei der Badminton-Weltmeisterschaft für Behinderte 2019 in Basel musste Choong sich im Einzelfinale ihrer peruanischen Gegnerin Carmen Giuliana Póveda Flores geschlagen geben. Im Doppel mit Bedford und im Mixed mit Martin gewann sie wieder Gold.
Noch Ende 2018 ging Choong davon aus, dass an den Sommer-Paralympics 2020 in Tokio nicht teilnehmen werde, da kein Wettbewerb für kleinwüchsige Frauen geplant war. Später, als das Programm erweitert wurde, stand die Finanzierung der Teilnahme in Frage. Da Choong, ihre Kollegin Rebecca Bedford und andere Behindertensportlerinnen nicht hinreichend durch die britische Sportförderung unterstützt werden fand eine Fundraising-Kampagne statt. Die Londoner Organisation Path to Success, die Mittel zur Unterstützung von Frauen im Behindertensport einwirbt, ermöglichte Choong die Teilnahme an den Sommer-Paralympics 2020.